# Línea Centro del Metro de Recife
La Línea Centro del Metro de Recife es una de las líneas del Metro de Recife. Bifurcada, el recorrido troncal sale de la Estación Recife hasta la Estación Coqueiral, donde se divide en dos ramales: en dirección a la Estación Camaragibe, con un recorrido de 28 minutos desde Recife, y en dirección a la Estación Jaboatão, con un recorrido de 24 minutos desde Recife.

## Historia

### Marcos cronológicos
| Fecha                    | Tramo                   | Descripción                                                      |
| ------------------------ | ----------------------- | ---------------------------------------------------------------- |
| 1983                     |                         | Inicio de las obras                                              |
| 11 de marzo de 1985      | Recife ↔ Werneck        | Inuaguración comercial                                           |
| 8 de agosto de 1986      | Werneck ↔ Coqueiral     | Inauguración comercial                                           |
| 24 de septiembre de 1986 | Coqueiral ↔ Rodoviária  | Inauguración comercial                                           |
| 1986                     | Curado                  | Activación de la terminal de transporte                          |
| 1986                     |                         | Inicio de integración con los autobuses municipales y regionales |
| 29 de agosto de 1987     | Coqueiral ↔ Jaboatão    | Inauguración comercial                                           |
| 1998                     | Rodoviária ↔ Camaragibe | Inicio de las obras                                              |
| 26 de diciembre de 2002  | Rodoviária ↔ Camaragibe | Inauguración comercial                                           |

## Estaciones
| N.º                   | Estación       | Integración                      | Observación/Alrededores               |
| --------------------- | -------------- | -------------------------------- | ------------------------------------- |
| 1                     | Recife         | SEI / Metro Sur                  | Casa de la Cultura                    |
| 2                     | Joana Bezerra  | SEI / Metro Sur                  | Fórum de Recife (Justicia Estatal)    |
| 3                     | Afogados       | SEI                              | Mercado Público de Ahogados           |
| 4                     | Ipiranga       |                                  | 14º Batallón Logístico del Ejército   |
| 5                     | Mangueira      |                                  |                                       |
| 6                     | Santa Luzia    |                                  | Futura Terminal Intermodal del S.E.I. |
| 7                     | Edgar Werneck  |                                  |                                       |
| 8                     | Barro          | S.E.I                            |                                       |
| 9                     | Tejipió        |                                  |                                       |
| 10                    | Coqueiral      |                                  |                                       |
| 11 (ramal Camaragibe) | Alto do Céu    |                                  |                                       |
| 12 (ramal Camaragibe) | Curado         | VLT - Línea Curado–Cajueiro Seco |                                       |
| 13 (ramal Camaragibe) | Rodoviária     | SEI                              |                                       |
| 14 (ramal Camaragibe) | Cosme e Damião |                                  | Futura Terminal Intermodal del SEI    |
| 15 (ramal Camaragibe) | Camaragibe     | SEI                              |                                       |
| 11 (ramal Jaboatão)   | Cavaleiro      | SEI                              |                                       |
| 12 (ramal Jaboatão)   | Floriano       |                                  |                                       |
| 13 (ramal Jaboatão)   | Engenho Velho  |                                  |                                       |
| 14 (ramal Jaboatão)   | Jaboatão       | SEI                              |                                       |